# Gallarate (stacja kolejowa)
Gallarate (wł: Stazione di Gallarate) – stacja kolejowa w Gallarate, w regionie Lombardia, we Włoszech. Znajdują się tu 3 perony.
Jest ona zarządzany przez Rete Ferroviaria Italiana (RFI). Powierzchnie handlowe w budynku pasażerskim są pod zarządem Centostazioni.